# Mi2 (consola)
La Mi2, conocida también  como PDC Touch, fue una consola portátil desarrollada por la empresa neerlandesa Planet Interactive en Países Bajos y denominada Mi2 en ese país. Fue fabricado por las compañías Conny Technology de China y la francesa Videojet y la llamaron PDC Touch Media (un nombre abreviado de Pocket Dream Console Touch ) en Francia, Alemania, España, Portugal y el Reino Unido . Fue lanzado en octubre de 2009, es el sucesor de consola Pocket Dream de 2005.
En 2010, se lanzaron una versión mejorada, la Mi2 XL, solo en Holanda, incluyo 5 juegos más que la consola original.

## Descripción general
el diseño es igual a la consola portátil Dingoo, aunque tenga mas potencia que Dingoo y más características, como un acelerómetro, una cámara y una pantalla táctil . También cuenta con una memoria flash de 16 GB, con 512 MB de memoria libre. La consola está dirigida a menores de 11 años. En el momento de su lanzamiento su precio en el Benelux era de 99,99 €. Luego bajó a 59,99 €.

## Juegos
El Mi2/PDC Touch cuenta con una cantidad de 100 juegos integrados (Mi2 XL cuenta con 105), en su mayoría  son  bootlegs  de juegos populares. Cuando se lanzó, se prometió  que en un futuro se podrían descargar juegos adicionales (pagando) desde Internet, pero no fue hasta septiembre de 2010 que esta opción se hizo realidad.
Los juegos incorporados son de las siguientes categorías:
- Animal training
- Balancing
- Bowling
- Brain training
- Camera games
- Colouring
- Drawing
- Educational
- Fashion Design
- Music Mix creation
- Puzzle
- Racing

## Especificaciones técnicas
| Especificación | Especificación | Detalle | imagen |
| -------------- | -------------- | --- | ------ |
| CPU:           | CPU:           | procesador basado en MIPS                                                                                     |        |
| Memoria        | RAM:           | Etrontech EM63A165TS-6G - 16 Mega x 16 DRAM síncrona (SDRAM)                                                  |        |
| Memoria        | interna:       | SAMSUNG K9GAG08U0M-PCB0 16 GB NAND Flash                                                                      |        |
| Memoria        | interna:       | 16 GB de los cuales 512 MB libres para uso                                                                    |        |
| Memoria        | externa:       | Ranura para tarjeta mini SD                                                                                   |        |
| I/O            | Botones:       | D-pad, botones superiores, botones de menú y cuatro botones de acción                                         |        |
| I/O            | Haptica        | - Micrófono - Sensor de movimiento - pantalla táctil capacitiva                                               |        |
| I/O            | Conexion       | - Conector mini USB B. - Puerto A/V : - Miniconector mini Jack para auriculares . - cámara de 0,3 megapíxeles |        |
| - codecs       | - codecs       | - MP3 para audio/música - MP4 y AVI para vídeo - JPEG para imágenes, utilizando PhotoFrame                    |        |
| Pantalla       | tipo           | LCD TFT retroiluminada a color de 3,5".                                                                       |        |
| Pantalla       | Resolución:    | 320x240 |        |
| Batería        | Batería        | incorporada de 1200 mAh                                                                                       |        |
| - Accesorios   | - Accesorios   | - Lápiz óptico para pantalla táctil - Correa de mano - Auriculares - Cable AV                                 |        |
| Audio          | entrada        | minijack de auriculares                                                                                       |        |
| Audio          | salida         | Altavoces estéreo                                                                                             |        |